# ثقب أسود MOA 2011-BLG-191

المشاهدات الفلكية المتحركة لـ العدسة الصغرية للجاذبية لـ OGLE-2011-BLG-0462 / MOA-2011-BLG-19

الثقب الأسود OGLE-2011-BLG-0462 ، المعروف أيضًا باسم MOA-2011-BLG-191 ، هو ثقب أسود ذو كتلة نجمية معزول في الفضاء بين النجوم . يقع هذا الثقب الأسود على مسافة 5000 سنة ضوئية في اتجاه الانتفاخ المجري في كوكبة القوس . كتلة الثقب الأسود بين 1.6 و 4.4 M☉ ، ولكن قد تصل تلته إلى 7.1±1.3 M☉ (أي نحو 7 [[ اكتشاف OGLE-2011-BLG-0462 يجعل هذا الجسم أول ثقب أسود معزول حقًا يتم العثور عليه.  تم اكتشافه من خلال العدسة الجاذبية الصغرية عندما مرت أمام نجم في الخلفية على بعد 20000 سنة ضوئية من الأرض. أدت جاذبية الثقب الأسود إلى ثني ضوء النجم ، مما تسبب في ارتفاع حاد في السطوع تم اكتشافه بواسطة تلسكوب هابل الفضائي . استغرق الأمر 6 سنوات لتأكيد وجود الثقب الأسود OGLE-2011-BLG-0462 في مجرتنا.  تم تقدير سرعة الركلة الأولية بأن لها حدًا أعلى يبلغ {\displaystyle 100\ kms^{-1}}  

## أنظر أيضا
- الثقب الأسود المارق